# Absent Minded Abe
Absent Minded Abe è un cortometraggio muto del 1913 diretto da Pat Hartigan e interpretato da Ruth Roland e John E. Brennan.

## Produzione
Il film, prodotto dalla Kalem Company, fu girato a Santa Monica.

## Distribuzione
Distribuito dalla General Film Company, che lo fece uscire nelle sale il 10 marzo 1913, nelle proiezioni, veniva programmato con il sistema dello split reel, accorpato in un'unica bobina con un altro cortometraggio prodotto dalla Kalem, The Open Switch.
Non si conoscono copie ancora esistenti della pellicola che viene considerata presumibilmente perduta.